# Stemonyphantes
Genre
Synonymes
- Narcissius Ermolajew, 1930

Stemonyphantes est un genre d'araignées aranéomorphes de la famille des Linyphiidae.

## Distribution
Les espèces de ce genre se rencontrent en écozone paléarctique sauf Stemonyphantes blauveltae néarctique.

## Liste des espèces
Selon World Spider Catalog (version 24.5, 10/08/2023) :
- Stemonyphantes abantensis Wunderlich, 1978
- Stemonyphantes agnatus Tanasevitch, 1990
- Stemonyphantes altaicus Tanasevitch, 2000
- Stemonyphantes arta Esyunin & Zamani, 2021
- Stemonyphantes bifurcatus Irfan, Zhang & Peng, 2022
- Stemonyphantes bifurcus Irfan, Wang & Zhang, 2023
- Stemonyphantes blauveltae Gertsch, 1951
- Stemonyphantes conspersus (L. Koch, 1879)
- Stemonyphantes curvipes Tanasevitch, 1989
- Stemonyphantes cus Esyunin, Vlasov & Ustinova, 2023
- Stemonyphantes griseus (Schenkel, 1936)
- Stemonyphantes grossus Tanasevitch, 1985
- Stemonyphantes karatau Tanasevitch & Esyunin, 2012
- Stemonyphantes lineatus (Linnaeus, 1758)
- Stemonyphantes menyuanensis Hu, 2001
- Stemonyphantes mikhailovi Omelko & Marusik, 2021
- Stemonyphantes montanus Wunderlich, 1978
- Stemonyphantes parvipalpus Tanasevitch, 2007
- Stemonyphantes serratus Tanasevitch, 2011
- Stemonyphantes sibiricus (Grube, 1861)
- Stemonyphantes solitudus Tanasevitch, 1994
- Stemonyphantes taiganoides Tanasevitch, Esyunin & Stepina, 2012
- Stemonyphantes taiganus (Ermolajev, 1930)
- Stemonyphantes verkana Zamani & Marusik, 2021

## Systématique et taxinomie
Ce genre a été décrit par Menge en 1866.
Narcissius a été placé en synonymie par Wunderlich en 1978.

## Publication originale
- Menge, 1866 : « Preussische Spinnen. Abteilung I. » Schriften der Naturforschenden Gesellschaft in Danzig, vol. 1, p. 1-152 (texte intégral).